# 多米尼克·弗瓦茲內

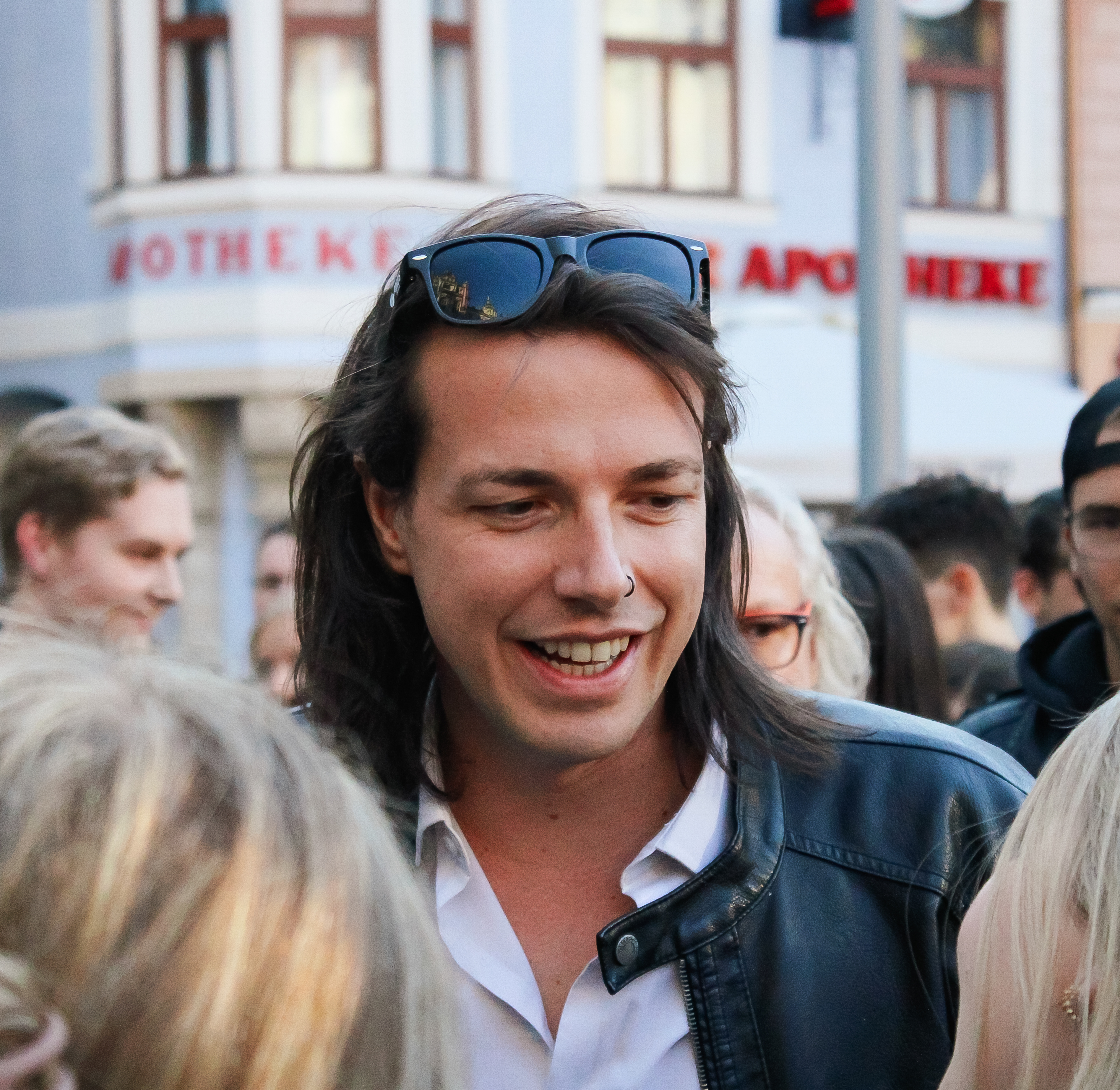
2022年多米尼克·弗瓦茲內於格拉茨

多米尼克·弗瓦茲內（德語：Dominik Wlazny，1986年12月27日—），是一位奧地利的演奏家、醫師、卡巴萊藝術家，藝名Marco Pogo。

## 生平
多米尼克·弗瓦茲內1986年12月27日出生於維也納。
2005年進入維也納醫學大學就讀。

## 音樂生涯
2014年開始弗瓦茲內擔任Turbobier龐克樂團的主唱、作曲者、吉他手。

## 政治生涯
弗瓦茲內創辦了奧地利啤酒黨，也是目前的黨主席，該黨為一政治嘲諷政黨。
奧地利啤酒黨首先參加了2019年奧地利議會選舉，共只獲得4946張選票，未獲得任何席次。
接著在2020年維也納邦選舉，啤酒黨在市議會上只獲得1.8%選票，未能分配到市議會席次。不過在多個區議會共獲得11席，而弗瓦茲內本人獲選成為錫默靈區的議員，成功利用媒體曝光的機會打造個人形象，提升知名度。

### 2022年總統選舉
2021年底，弗瓦茲內宣布其將參選隔年總統選舉，2022年8月19日，他宣布已獲得六千份連署的參選門檻。投票日時他屆滿35歲9個月，而奧地利總統的參選年齡是至少滿35歲，他是奧地利史上最年輕的總統候選人。
最終在各年齡層得票中，弗瓦茲內在未滿30歲選民中得票20%，僅次於最終當選連任的范德貝倫所拿的47%。